# Mølholm - En dansk arbejder
|  | Denne artikel er oprettet af botten PalnaBot ud fra en ekstern database. Den kan derfor have sproglige fejl eller mangler. Denne skabelon kan fjernes efter kontrol af indholdet. |

Mølholm - En dansk arbejder er en dokumentarfilm instrueret af Gunnar Andersen efter manuskript af Gunnar Andersen.

## Handling
Portræt af en dansk arbejder, der fortæller om Marx, arbejdskamp og arbejdsforhold.